# Taxibåten Diana
Taxibåten Diana är ett  passagerarfartyg i glasfiberarmerad plast, som byggdes år 1964 vid Fisksätra varv/Fimoverken i Gränna. Hon var vid leveransen försedd med två Volvo Penta motorer på 172 hästkrafter och ansågs som en av skärgårdens snabbaste taxibåtar.
Båten, som ursprungligen var orange, är en modifierad version av motorbåten Bunn som lanserades 1962 med skrov i plast och överbyggnad i polyester. Hon har en v-formad botten, som är avsedd för farter på 15–30 knop, och användes för trafik på Nämdöfjärden vid Ladholmen i Stockholms ytterskärgård. År 1975 byttes de två motorerna ut mot en sexcylindrig Fordmotor med 136 hästkrafter och singelmontage och från 1997 användes hon som fritidsbåt.
År 2006 köptes hon av Taxibåt Västerås AB som lät renovera henne och montera in en ny motor från Volvo Penta. Hon trafikerade Mälaren som taxibåt från hemmahamnen Västerås till november 2009 då hon övertogs av sin nuvarande ägare och blev taxi- och charterbåt i Stockholm.
Diana K-märktes år 2020 efter att ha varit taxibåt i mer än 50 år. Hennes plastskrov är ett typiskt exempel på  Fisksätra varvs tidiga produktion av mindre yrkesbåtar.